# Deputowani do XXXI Parlamentu Zjednoczonego Królestwa 1918–1922
Lista członków brytyjskiej Izby Gmin (Members of Parliament, MPs) wybranych w wyborach powszechnych 14 grudnia 1918 r. Izba zebrała się na pierwsze posiedzenie 4 lutego 1919 r. Jej rozwiązanie nastąpiło 26 października 1922 r.

## Deputowani wybrani w wyborach powszechnych w 1918

### Koalicyjni konserwatyści (popierający gabinetLloyda George’a), 334 mandaty

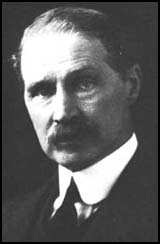
Andrew Bonar Law, lider koalicyjnych konserwatystów

- Thomas Adair, deputowany z okręgu Glasgow Shettleston
- sir James Agg-Gardner, deputowany z okręgu Cheltenham
- Leo Amery, deputowany z okręgu Birmingham Sparkbrook
- Martin Archer-Shee, deputowany z okręgu Finsbury
- Wilfrid Ashley, deputowany z okręgu Fylde
- Waldorf Aston, deputowany z okręgu Pymouth Sutton
- Albert Atkey, deputowany z okręgu Nottingham Central
- sir Herbert Austin, deputowany z okręgu Birmingham King’s Norton
- John Baird, deputowany z okręgu Rugby
- Stanley Baldwin, deputowany z okręgu Bewdley
- Arthur Balfour, deputowany z okręgu City of London
- George Balfour, deputowany z okręgu Hampstead
- sir Frederick Banbury, deputowany z okręgu City of London
- Richard Barnett, deputowany z okręgu St Pancras South West
- Harry Barnston, deputowany z okręgu Eddisbury
- Gervase Beckett, deputowany z okręgu Scarborough and Whitby
- William Cory Heward Bell, deputowany z okręgu Devizes
- Carlyon Bellairs, deputowany z okręgu Maidstone
- sir Arthur Bell, deputowany z okręgu Plymouth Drake
- Ion Hamilton Benn, deputowany z okręgu Greenwich
- Thomas Jewell Bennett, deputowany z okręgu Sevenoaks
- Henry Buckland Betterton, deputowany z okręgu Rushcliffe
- Alfred Bigland, deputowany z okręgu Brikenhead East
- sir John Birchall, deputowany z okręgu Leeds North East
- sir Alfred Bird, deputowany z okręgu Wolverhampton West
- George Blades, deputowany z okręgu Epsom
- Reginald Blair, deputowany z okręgu Bow and Bromley
- Thomas Blane, deputowany z okręgu Leicester South
- Dennis Boles, deputowany z okręgu Taunton
- Andrew Bonar Law, deputowany z okręgu Glasgow Central
- George Borwick, deputowany z okręgu Croydon North
- Henry Ferryman Bowles, deputowany z okręgu Enfield
- sir George Bowyer, deputowany z okręgu Buckingham
- Archibald Boyd-Carpenter, deputowany z okręgu Bradford North
- Henry Langton Brackenbury, deputowany z okręgu Louth, Lincolnshire
- Henry Leonard Campbell Brassey, deputowany z okręgu Peterborough
- William Bridgeman, deputowany z okręgu Oswestry
- sir Harry Brittain, deputowany z okręgu Acton
- sir Edward Brotherton, deputowany z okręgu Okręg wyborczy Wakefield
- Douglas Clifton Brown, deputowany z okręgu Hexham
- sir James Bruton, deputowany z okręgu Gloucester
- Arthur Buchanan, deputowany z okręgu Coatbridge
- Albert Buckley, deputowany z okręgu Waterloo
- sir William Bull, deputowany z okręgu Hammersmith South
- William Burdett-Coutt, deputowany z okręgu Westminster Abbey
- Rowland Burdon, deputowany z okręgu Sedgefield
- Alan Burgoyne, deputowany z okręgu Kensington North
- Charles Burn, deputowany z okręgu Torquay
- sir John George Butcher, deputowany z okręgu City of York
- John Gordon Drummond Campbell, deputowany z okręgu Kingston-upon-Thames
- William Campion, deputowany z okręgu Lewes
- Charles Robert Carew, deputowany z okręgu Tiverton
- sir Hildred Carlile, deputowany z okręgu St Albans
- Henry Cautley, deputowany z okręgu East Grinstead
- lord Henry Cavendish-Bentinck, deputowany z okręgu Nottingham South
- Herbert Cayzer, deputowany z okręgu Portsmouth South
- Evelyn Cecil, deputowany z okręgu Birmingham Aston
- lord Hugh Cecil, deputowany z okręgu Oxford University
- lord Robert Cecil, deputowany z okręgu Hitchin
- sir Austen Chamberlain, deputowany z okręgu Birmingham West
- Neville Chamberlain, deputowany z okręgu Birmingham Ladywood
- sir William Cheyne, deputowany z okręgu Combined Scottish Universities
- Harry Chilcott, deputowany z okręgu Liverpool Walton
- sir Smith Child, deputowany z okręgu Stone
- Robert Clough, deputowany z okręgu Keighley
- Lord Clyde, deputowany z okręgu Edinburgh North
- sir Edward Coates, deputowany z okręgu Lewisham West
- sir Stuart Coats, deputowany z okręgu East Surrey
- sir Cyril Cobb, deputowany z okręgu Fulham West
- George Kynaston Cockerill, deputowany z okręgu Reigate
- Philip Colfox, deputowany z okręgu North Dorset
- Richard Beale Colvin, deputowany z okręgu Epping
- sir Martin Conway, deputowany z okręgu Combined English Universities
- William Cope, deputowany z okręgu Llandaff and Barry
- George Loyd Courthope, deputowany z okręgu Rye
- Norman Craig, deputowany z okręgu Isle of Thanet
- sir Henry Craik, deputowany z okręgu Combined Scottish Universities
- sir Arthur du Cros, deputowany z okręgu Clapham
- Francis Curzon, deputowany z okręgu Battersea South
- Godfrey Darymple-White, deputowany z okręgu Southport
- Davison Dalziel, deputowany z okręgu Brixton
- John Humphrey Davidson, deputowany z okręgu Fareham
- Alfred Thoams Davies, deputowany z okręgu Lincoln
- Thomas Davies, deputowany z okręgu Cirencester and Tewkesbury
- sir William Davison, deputowany z okręgu Kensington South
- Percy Thompson Dean, deputowany z okręgu Blackburn
- John Denison-Pender, deputowany z okręgu Balham and Tooting
- John Dennis, deputowany z okręgu Birmingham Deritend
- Edmund Denniss, deputowany z okręgu Oldham
- Harry Dewhurst, deputowany z okręgu Northwich
- Lord Duncannon, deputowany z okręgu Dover
- Clifford Blackburn Edgar, deputowany z okręgu Richmond, Surrey
- sir George Samuel Elliott, deputowany z okręgu Islington West
- Walter Elliot, deputowany z okręgu Lanark
- Bolton Eyres-Monsell, deputowany z okręgu Evesham
- Michael Falcon, deputowany z okręgu East Norfolk
- sir Bertram Falle, deputowany z okręgu Portsmouth North
- sir Arthur Fell, deputowany z okręgu Great Yarmouth
- Edward FitzRoy, deputowany z okręgu Daventry
- sir James Fortescue Flannery, deputowany z okręgu Maldon
- Henry Foreman, deputowany z okręgu Hammersmith North
- Henry Forster, deputowany z okręgu Bromley
- Charles Foxcroft, deputowany z okręgu Bath
- sir Keith Fraser, deputowany z okręgu Harborough
- Francis Ganzoni, deputowany z okręgu Ipswich
- Ernest Gardner, deputowany z okręgu Windsor
- Auckland Geddes, deputowany z okręgu Basingstoke
- Eric Campbell Geddes, deputowany z okręgu Cambridge
- George Gibbs, deputowany z okręgu Bristol West
- sir John Gilmour, deputowany z okręgu Glasgow Pollok
- Ralph Glyn, deputowany z okręgu Clackmannan and Eastern Stirlingshire
- sir Park Goff, deputowany z okręgu Cleveland
- sir Alexander Theodore Gordon, deputowany z okręgu Aberdeen and Kincardine Central
- sir Edward Alfred Goulding, deputowany z okręgu Worcester
- James Augustus Grant, deputowany z okręgu Whitehaven
- Nicholas Grattan-Doyle, deputowany z okręgu Newcastle-upon-Tyne North
- Ernest Gray, deputowany z okręgu Accrington
- Henry Grayson, deputowany z okręgu Birkenhead West
- Walter Greene, deputowany z okręgu Hackney North
- Harry Greer, deputowany z okręgu Wells
- John Gretton, deputowany z okręgu Burton
- sir Arthur Griffith-Boscawen, deputowany z okręgu Dudley
- sir William Griggs, deputowany z okręgu Ilford
- Walter Guinness, deputowany z okręgu Bury St Edmunds
- Rupert Guinness, deputowany z okręgu Southend
- Rupert Sackville Gwynne, deputowany z okręgu Eastbourne
- Douglas Hacking, deputowany z okręgu Chorley
- Augustine Hailwood, deputowany z okręgu Manchester Ardwick
- Douglas Bernard Hall, deputowany z okręgu Isle of Wight
- sir Frederick Hall, deputowany z okręgu Dulwich
- Angus Hambro, deputowany z okręgu South Dorset
- George Hamilton, deputowany z okręgu Altrincham
- sir Charles Hanson, deputowany z okręgu Bodmin
- sir John Harmood-Banner, deputowany z okręgu Liverpool Everton
- sir Henry Percy Harris, deputowany z okręgu Paddington South
- Claud Heathcote-Drummond-Willoughby, deputowany z okręgu Rutland and Stamford
- Vivian Henderson, deputowany z okręgu Glasgow Tradeston
- George Hennessy, deputowany z okręgu Winchester
- Aubrey Herbert, deputowany z okręgu Yeowil
- Denis Herbert, deputowany z okręgu Watford
- Thomas Hickman, deputowany z okręgu Bilston
- sir Charles Higham, deputowany z okręgu Islington South
- Frank Hilder, deputowany z okręgu South East Essex
- Samuel Hill-Wood, deputowany z okręgu High Peak
- John Waller Hills, deputowany z okręgu Durham
- sir Samuel Hoare, deputowany z okręgu Chelsea
- Gerald Hohler, deputowany z okręgu Gillingham
- Joseph Hood, deputowany z okręgu Wimbledon
- Harry Hope, deputowany z okręgu Stirling and Clackmannan Western
- James Hope, deputowany z okręgu Sheffield Central
- sir John Augustus Hope, deputowany z okręgu Midlothian North and Peebles
- sir Robert Horne, deputowany z okręgu Glasgow Hillhead
- William Horne, deputowany z okręgu Guildford
- Robert Houston, deputowany z okręgu Liverpool West Toxteth
- sir William Hume-Williams, deputowany z okręgu Bassetlaw
- sir Archibald Hunter, deputowany z okręgu Lancaster
- sir Aylmer Hunter-Weston, deputowany z okręgu Bute and Northern Ayrshire
- Percy Hurd, deputowany z okręgu Frome
- Thomas Inskip, deputowany z okręgu Bristol Central
- Stanley Jackson, deputowany z okręgu Howdenshire
- John Gordon Jameson, deputowany z okręgu Edinburgh West
- Alfred Jephcott, deputowany z okręgu Birmingham Yardley
- sir Neville Jodrell, deputowany z okręgu King’s Lynn
- sir Louis Stanley Johnson, deputowany z okręgu Walthamstow East
- George William Henry Jones, deputowany z okręgu Stoke Newington
- William Kennedy Jones, deputowany z okręgu Hornsey
- William Joynson-Hicks, deputowany z okręgu Twickenham
- James Kidd, deputowany z okręgu Lintithgowshire
- sir Clement Kinloch-Cooke, deputowany z okręgu Plymouth Devonport
- Eric Ayshford Knight, deputowany z okręgu Kidderminster
- Henry Newton Knights, deputowany z okręgu Camberwell North
- George Lane-Fox, deputowany z okręgu Barkston Ash
- William Lane-Mitchell, deputowany z okręgu Streatham
- sir Joseph Larmor, deputowany z okręgu Cambridge University
- Alfred Law, deputowany z okręgu Rochdale
- Charles Ernest Leonard, deputowany z okręgu Stratford West Ham
- George Butler Lloyd, deputowany z okręgu Shrewsbury
- Philip Lloyd-Greame, deputowany z okręgu Hendon
- Godfrey Locker-Lampson, deputowany z okręgu Wood Green
- Oliver Locker-Lampson, deputowany z okręgu Huntingdonshire
- Walter Long, deputowany z okręgu Westminster St George’s
- John William Lorden, deputowany z okręgu St Pancras North
- John Lord-Williams, deputowany z okręgu Rotherhithe
- sir Francis Lowe, deputowany z okręgu Birmingham Edgbaston
- Christopher William Lowther, deputowany z okręgu North Cumberland
- Claude Lowther, deputowany z okręgu Lonsdale
- James Lowther, deputowany z okręgu Penrith and Cockermouth
- Laurance Lyon, deputowany z okręgu Hastings
- David Henderson Macdonald, deputowany z okręgu Bothwell
- Halford John Mackinder, deputowany z okręgu Glasgow Camlachie
- John Mackintosh MacLeod, deputowany z okręgu Glasgow Kelvingrove
- sir Donald Macmaster, deputowany z okręgu Chertsey
- Frederick Macquisten, deputowany z okręgu Glasgow Springburn
- Henry Maddocks, deputowany z okręgu Nuneaton
- sir Philip Magnus, deputowany z okręgu London University
- Ian Malcolm, deputowany z okręgu Croydon South
- Harry Mallaby-Deely, deputowany z okręgu Willesden East
- Patrick Bernard Malone, deputowany z okręgu Tottenham South
- Edward Manville, deputowany z okręgu Coventry
- John Marriott, deputowany z okręgu Oxford
- Bouverie McDonald, deputowany z okręgu Wallasey
- Robert McLaren, deputowany z okręgu North Lanarkshire
- Charles McLean, deputowany z okręgu Brigg
- Ronald McNeill, deputowany z okręgu Canterbury
- Ernest Meysey-Thompson, deputowany z okręgu Birmingham Handsworth
- Francis Bingham Mildmay, deputowany z okręgu Totnes
- sir William Mitchell-Thomson, deputowany z okręgu Glasgow Maryhill
- John Molson, deputowany z okręgu Gainsborough
- Clement Montague-Barlow, deputowany z okręgu Salford South
- Newton Moore, deputowany z okręgu Islington North
- Walter Morden, deputowany z okręgu Brentford and Chiswick
- Hugh Morrison, deputowany z okręgu Salisbury
- Clive Morrison-Bell, deputowany z okręgu Honiton
- Oswald Mosley, deputowany z okręgu Harrow
- William Arthur Mount, deputowany z okręgu Newbury
- Charles Kenneth Murchison, deputowany z okręgu Hull East
- Charles David Murray, deputowany z okręgu Edinburgh South
- Charles Gideon Murray, deputowany z okręgu Glasgow St. Rollox
- William Murray, deputowany z okręgu Dumfriesshire
- Robert Nelson, deputowany z okręgu Motherwell
- John Robert Newman, deputowany z okręgu Finchley
- sir Robert Hunt Newman, deputowany z okręgu Exeter
- Harry Kottingham Newton, deputowany z okręgu Harwich
- sir Edward Nicholl, deputowany z okręgu Penryn and Falmouth
- William Graham Nicholson, deputowany z okręgu Petersfield
- sir Herbert Nield, deputowany z okręgu Ealing
- sir Henry Norris, deputowany z okręgu Fulham East
- William Ormsby-Gore, deputowany z okręgu Stafford
- George Llewellen Palmer, deputowany z okręgu Westbury
- Albert Lindsay Parkinson, deputowany z okręgu Blackpool
- Herbert Pease, deputowany z okręgu Darlington
- Robert Francis Peel, deputowany z okręgu Woodbridge
- Sidney Cornwallis Peel, deputowany z okręgu Uxbridge
- sir John Pennefather, deputowany z okręgu Liverpool Kirkdale
- Charles Percy, deputowany z okręgu Tynemouth
- Walter Frank Perkins, deputowany z okręgu New Forest and Christchurch
- William George Perring, deputowany z okręgu Paddington North
- sir Owen Phillips, 1. baron Kylsant, deputowany z okręgu Chester
- Emil Pickering, deputowany z okręgu Dewsbury
- sir Philip Pilditch, deputowany z okręgu Spelthorne
- Charles Pinkham, deputowany z okręgu Willesden West
- Ernest Pollock, deputowany z okręgu Warwick and Leamington
- sir Assheton Pownall, deputowany z okręgu Lewisham East
- William Baring du Pré, deputowany z okręgu Wycombe
- William Henry Prescott, deputowany z okręgu Tottenham North
- sir William Reuben Preston, deputowany z okręgu Mile End
- Ernest George Pretyman, deputowany z okręgu Chelmsford
- lord Rowland Prothero, deputowany z okręgu Oxford University
- Charles Pulley, deputowany z okręgu Hereford
- sir William Hannay Raeburn, deputowany z okręgu Dunbartonshire
- George Taylor Ramsden, deputowany z okręgu Elland
- John Randles, deputowany z okręgu Manchester Exchange
- James Stuart Rankin, deputowany z okręgu Liverpool East Toxteth
- Alfred Raper, deputowany z okręgu Islington East
- Henry Butler Ratcliffe, deputowany z okręgu Bradford Central
- Nathan Raw, deputowany z okręgu Liverpool Wavertree
- John Rawlinson, deputowany z okręgu Cambridge University
- sir John David Rees, deputowany z okręgu Nottingham East
- John Rumney Remer, deputowany z okręgu Macclesfield
- sir James Remnant, deputowany z okręgu Holborn
- George Renwick, deputowany z okręgu Newcastle-upon-Tyne Central
- Alexander Richardson, deputowany z okręgu Gravesend
- sir Samuel Roberts, deputowany z okręgu Sheffield Ecclesall
- sir Hallewell Rogers, deputowany z okręgu Birmingham Moseley
- Lionel Nathan de Rothschild, deputowany z okręgu Aylesbury
- Richard Roundell, deputowany z okręgu Skipton
- sir Thomas Royden, deputowany z okręgu Bootle
- Edmund Royds, deputowany z okręgu Grantham
- sir John Rutherford, deputowany z okręgu Darwen
- sir William Watson Rutherford, deputowany z okręgu Liverpool Edge Hill
- Arthur Michael Samuel, deputowany z okręgu Farnham
- sir Harry Simon Samuel, deputowany z okręgu Norwood
- Samuel Samuel, deputowany z okręgu Putney
- Robert Sanders, deputowany z okręgu Bridgwater
- sir Philip Sassoon, deputowany z okręgu Hythe
- Leslie Frederic Scott, deputowany z okręgu Liverpool Exchange
- sir Samuel Edward Scott, deputowany z okręgu St Marylebone
- sir Frederick Smith, deputowany z okręgu Liverpool West Derby
- Harold Smith, deputowany z okręgu Warrington
- Alfred Waldron Smithers, deputowany z okręgu Chislehurst
- Herbert Spender-Clay, deputowany z okręgu Tonbridge
- sir Beville Stanier, deputowany z okręgu Ludlow
- sir Albert Stanley, deputowany z okręgu Ashton-under-Lyne
- George Frederick Stanley, deputowany z okręgu Preston
- John Starkey, deputowany z okręgu Newark
- Samuel Steel, deputowany z okręgu Ashford
- sir Arthur Steel-Maitland, deputowany z okręgu Birmingham Erdington
- Marshall Stevens, deputowany z okręgu Eccles
- Gershom Stewart, deputowany z okręgu Wirral
- Robert Burdon Stoker, deputowany z okręgu Manchester Rusholme
- Wilfrid Sugden, deputowany z okręgu Royton
- Herbert Surtees, deputowany z okręgu Gateshead
- sir Alan John Sykes, deputowany z okręgu Knutsford
- sir Mark Sykes, deputowany z okręgu Hull Central
- Gustavus Talbot, deputowany z okręgu Hemel Hempstead
- lord Edmund Talbot, deputowany z okręgu Chichester
- George Terrell, deputowany z okręgu Chippenham
- Reginald Terrell, deputowany z okręgu Henley
- Charles Thomas-Stanford, deputowany z okręgu Brighton
- sir Frederick Charles Thomson, deputowany z okręgu Aberdeen South
- Thomas Tickler, deputowany z okręgu Grimsby
- Maximilian Townley, deputowany z okręgu Mid Bedfordshire
- George Tryon, deputowany z okręgu Brighton
- Edmund Turton, deputowany z okręgu Thirsk and Malton
- Douglas Vickers, deputowany z okręgu Sheffield Hallam
- Robert Waddington, deputowany z okręgu Rossendale
- William Walker, deputowany z okręgu Wadnes
- sir Lambert Ward, deputowany z okręgu Hull North West
- Charles Ward-Jackson, deputowany z okręgu Leominster
- sir Alfred Warren, deputowany z okręgu Edmonton
- William Weigall, deputowany z okręgu Horncastle
- John Wakefield Weston, deputowany z okręgu Westmorland
- Granville Wheler, deputowany z okręgu Faversham
- John Tyson Wigan, deputowany z okręgu Abingdon
- sir Ernest Edward Wild, deputowany z okręgu Upton
- Francis Willey, deputowany z okręgu Bradford South
- Charles Williams, deputowany z okręgu Tavistock
- sir Robert Williams, deputowany z okręgu West Dorset
- sir Gilbert Wills, deputowany z okręgu Weston-super-Mare
- Arthur Stanley Wilson, deputowany z okręgu Holderness
- Leslie Orme Wilson, deputowany z okręgu Reading
- sir Matthew Wilson, deputowany z okręgu Bethnal Green South West
- Morrough John Wilson, deputowany z okręgu Richmond, Yorks
- Henry Wilson-Fox, deputowany z okręgu Tamworth
- Lord Winterton, deputowany z okręgu Horsham and Worthing
- Lord Wolmer, deputowany z okręgu Aldershot
- Edward Wood, deputowany z okręgu Ripon
- sir Kingsley Wood, deputowany z okręgu Woolwich West
- Thomas Worsfold, deputowany z okręgu Mitcham
- sir Laming Worthington-Evans, deputowany z okręgu Colchester
- Harry Wrightson, deputowany z okręgu Leyton West
- Charles Edward Yate, deputowany z okręgu Melton
- sir Frederick William Young, deputowany z okręgu Swindon
- sir George Younger, deputowany z okręgu Ayr Burghs

### Koalicyjni liberałowie (popierający gabinet Lloyda George’a), 126 mandatów

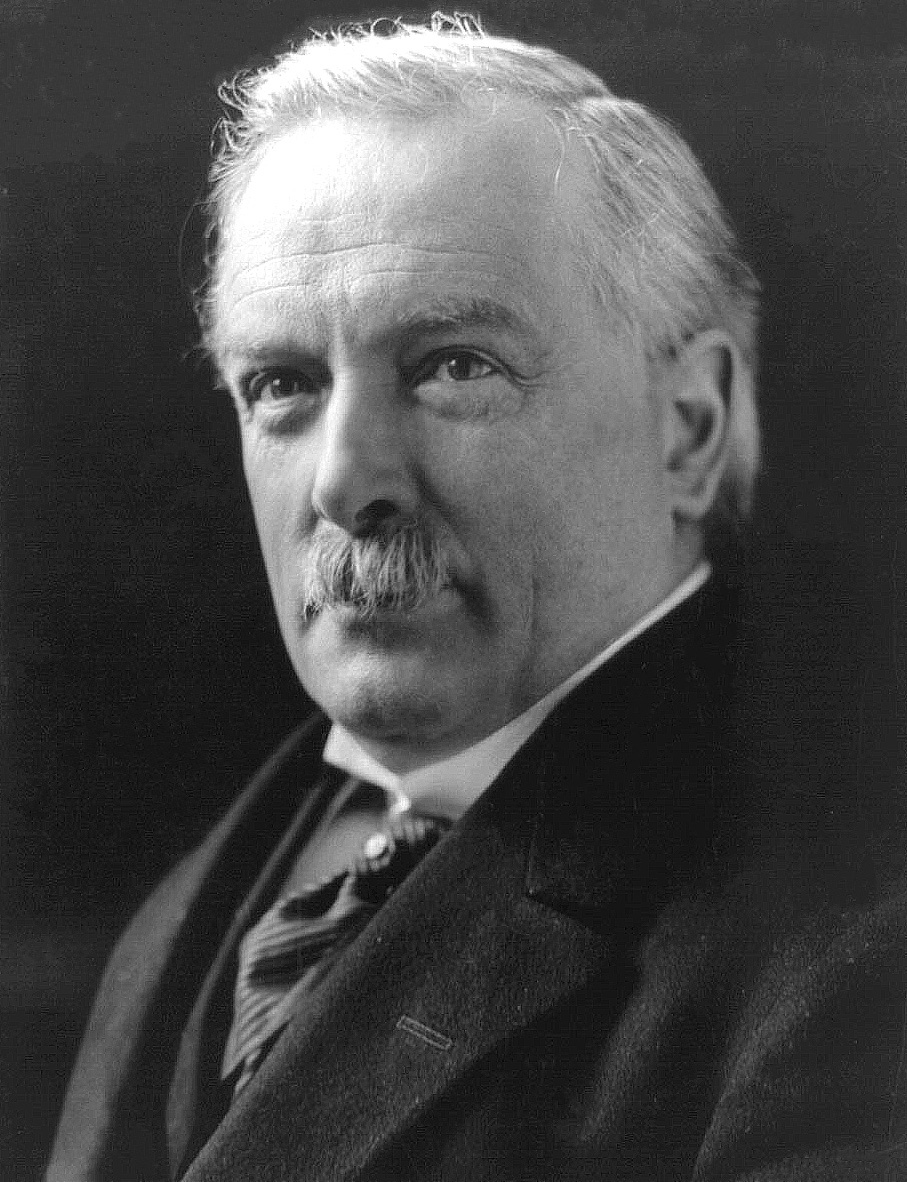
David Lloyd George, lider koalicyjnych liberałów

- Christopher Addison, deputowany z okręgu Shoreditch
- sir William Adkins, deputowany z okręgu Middleton and Prestwich
- Robert Armitage, deputowany z okręgu Leeds Central
- sir Robert Balfour, deputowany z okręgu Glasgow Partick
- Harry Barnes, deputowany z okręgu Newcastle-upon-Tyne East
- Arthur Rhys Barrand, deputowany z okręgu Pudsey and Otley
- Charles Barrie, deputowany z okręgu Banff
- Andrew William Barton, deputowany z okręgu Oldham
- sir Edward Beauchamp, deputowany z okręgu Lowestoft
- Cecil Beck, deputowany z okręgu Saffron Walden
- sir John Bethell, deputowany z okręgu East Ham North
- Charles Breese, deputowany z okręgu Caernarvonshire
- George Britton, deputowany z okręgu Bristol East
- Thomas Broad, deputowany z okręgu Clay Cross
- William Theodore Carr, deputowany z okręgu Carlisle
- Thomas Worrall Casey, deputowany z okręgu Sheffield Attercliffe
- Winston Churchill, deputowany z okręgu Dundee
- sir Joseph Compton-Rickett, deputowany z okręgu Pontefract
- Colin Reith Coote, deputowany z okręgu Isle of Ely
- sir Edward Cornwall, deputowany z okręgu Bethnal Green North East
- sir Clifford John Cory, deputowany z okręgu St Ives
- Dugald Cowan, deputowany z okręgu Combined Scottish Universities
- sir William Henry Cowan, deputowany z okręgu Aberdeen and Kincardine East
- sir James Dalziel, deputowany z okręgu Kirkcaldy
- sir David Sanders Davies, deputowany z okręgu Denbigh
- sir Joseph Davies, deputowany z okręgu Crewe
- sir William Howell Davies, deputowany z okręgu Bristol South
- James Arthur Dawes, deputowany z okręgu Southwark South East
- William Edge, deputowany z okręgu Bolton
- John Hugh Edwards, deputowany z okręgu Neath
- Alexander Farquharson, deputowany z okręgu Leeds North
- Herbert Fisher, deputowany z okręgu Combined English Universities
- Gerald France, deputowany z okręgu Batley and Morley
- Edwin Gange, deputowany z okręgu Bristol North
- James Daniel Gilbert, deputowany z okręgu Southwark Central
- sir Hamar Greenwood, deputowany z okręgu Sunderland
- Henry Gregory, deputowany z okręgu South Derbyshire
- James William Greig, deputowany z okręgu Renfrewshire
- Frederick Guest, deputowany z okręgu East Dorset
- Oscar Guest, deputowany z okręgu Loughborough
- Cecil Harmsworth, deputowany z okręgu Luton
- sir Robert Harmsworth, deputowany z okręgu Caithness and Sutherland
- Lewis Haslam, deputowany z okręgu Newport
- sir Charles Solomon Henry, deputowany z okręgu The Wrekin
- sir Gordon Hewart, deputowany z okręgu Leicester East
- John Hinds, deputowany z okręgu Carmarthen
- Stanley Holmes, deputowany z okręgu North East Derbyshire
- John Deans Hope, deputowany z okręgu Berwick and Haddington
- Austin Hopkinson, deputowany z okręgu Mossley
- Spencer Leigh Hughes, deputowany z okręgu Stockport
- Albert Holden Illingworth, deputowany z okręgu Heywood and Radcliffe
- Joseph Johnstone, deputowany z okręgu East Renfrewshire
- sir Edgar Rees Jones, deputowany z okręgu Merthyr
- sir Evan Davies Jones, deputowany z okręgu Pembrokeshire
- Josiah Towyn Jones, deputowany z okręgu Llanelli
- Frederick Kellaway, deputowany z okręgu Bedford
- Cecil L’Estrange Malone, deputowany z okręgu Leyton East
- John Herbert Lewis, deputowany z okręgu University of Wales
- Thomas Arthur Lewis, deputowany z okręgu Pontypridd
- sir Robert Ashton Lister, deputowany z okręgu Stroud
- David Lloyd George, deputowany z okręgu Caernarfon
- Alexander Lyle-Samuel, deputowany z okręgu Eye
- Thomas Macnamara, deputowany z okręgu Camberwell North West
- James Macpherson, deputowany z okręgu Ross and Cromarty
- Frederick Mallalieu, deputowany z okręgu Colne Valley
- Albert Edward Martin, deputowany z okręgu Romford
- Robert Mason, deputowany z okręgu Wansbeck
- Charles McCurdy, deputowany z okręgu Northampton
- Henry Duncan McLaren, deputowany z okręgu Bosworth
- Gilbert McMicking, deputowany z okręgu Galloway
- sir William Middlebrook, deputowany z okręgu Leeds South
- sir Alfred Mond, deputowany z okręgu Swansea West
- Edward Samuel Montagu, deputowany z okręgu Cambridgeshire
- Algernon Moreing, deputowany z okręgu Buckrose
- Thomas Brash Morison, deputowany z okręgu Inverness
- Richard Morris, deputowany z okręgu Battersea North
- Robert Munro, deputowany z okręgu Roxburgh and Selkirk
- Arthur Murray, deputowany z okręgu Kincardine and Western Aberdeenshire
- John Murray, deputowany z okręgu Leeds West
- Arthur Neal, deputowany z okręgu Sheffield Hillsborough
- Reginald Nicholson, deputowany z okręgu Doncaster
- sir Henry Norman, deputowany z okręgu Blackburn
- Godfrey Mark Palmer, deputowany z okręgu Jarrow
- Thomas Henry Parry, deputowany z okręgu Flintshire
- sir William Pearce, deputowany z okręgu Limehouse
- sir Ivor Philips, deputowany z okręgu Southampton
- John William Pratt, deputowany z okręgu Glasgow Cathcart
- Henry Purchase, deputowany z okręgu Kennington
- Henry Norman Rae, deputowany z okręgu Shipley
- Athelstan Rendall, deputowany z okręgu Thornbury
- sir Rhys Rhys-Williams, deputowany z okręgu Banbury
- sir Albion Richardson, deputowany z okręgu Peckham
- Thomas Robinson, deputowany z okręgu Stretford
- Sidney Robinson, deputowany z okręgu Brecon and Radnorshire
- Adam Keir Rodger, deputowany z okręgu Rutherglen
- James Rowlands, deputowany z okręgu Dartford
- Alexander MacCallum Scott, deputowany z okręgu Glasgow Bridgeton
- John Seely, deputowany z okręgu Ilkeston
- Alexander Shaw, deputowany z okręgu Kilmarnock
- Edward Shortt, deputowany z okręgu Newcastle-upon-Tyne West
- Henry Kenyon Stephenson, deputowany z okręgu Sheffield Park
- Edward Anthony Strauss, deputowany z okręgu Southwark North
- John Sturrock, deputowany z okręgu Montrose Burghs
- sir William Sutherland, deputowany z okręgu Argyll
- sir Charles Sykes, deputowany z okręgu Huddersfield
- John Taylor, deputowany z okręgu Dumbarton Burghs
- sir Robert Thomas, deputowany z okręgu Wrexham
- Matthew Vaughan-Davies, deputowany z okręgu Cardiganshire
- John Wallace, deputowany z okręgu Dunfermline Burghs
- sir John Tudor Walters, deputowany z okręgu Sheffield Brightside
- sir Joseph Walton, deputowany z okręgu Barnsley
- John Ward, deputowany z okręgu Stoke-on-Trent, Stoke
- William Dudley Ward, deputowany z okręgu Southampton
- Walter Waring, deputowany z okręgu Blaydon
- sir Thomas Warner, deputowany z okręgu Lichfield
- Cathcart Wason, deputowany z okręgu Orkney and Shetland
- John Bertrand Watson, deputowany z okręgu Stockton-on-Tees
- John Henry Whitley, deputowany z okręgu Halifax
- sir Thomas Palmer Whittaker, deputowany z okręgu Spen Valley
- Thomas Jeremiah Williams, deputowany z okręgu Swansea East
- sir Archibald Williamson, deputowany z okręgu Moray and Nairn
- Joseph Havelock Wilson, deputowany z okręgu South Shields
- Richard Winfrey, deputowany z okręgu South West Norfolk
- William Woolcock, deputowany z okręgu Hackney Central
- sir Alfred William Yeo, deputowany z okręgu Poplar South
- William Young, deputowany z okręgu Perth

### Sinn Féin, 69 mandatów

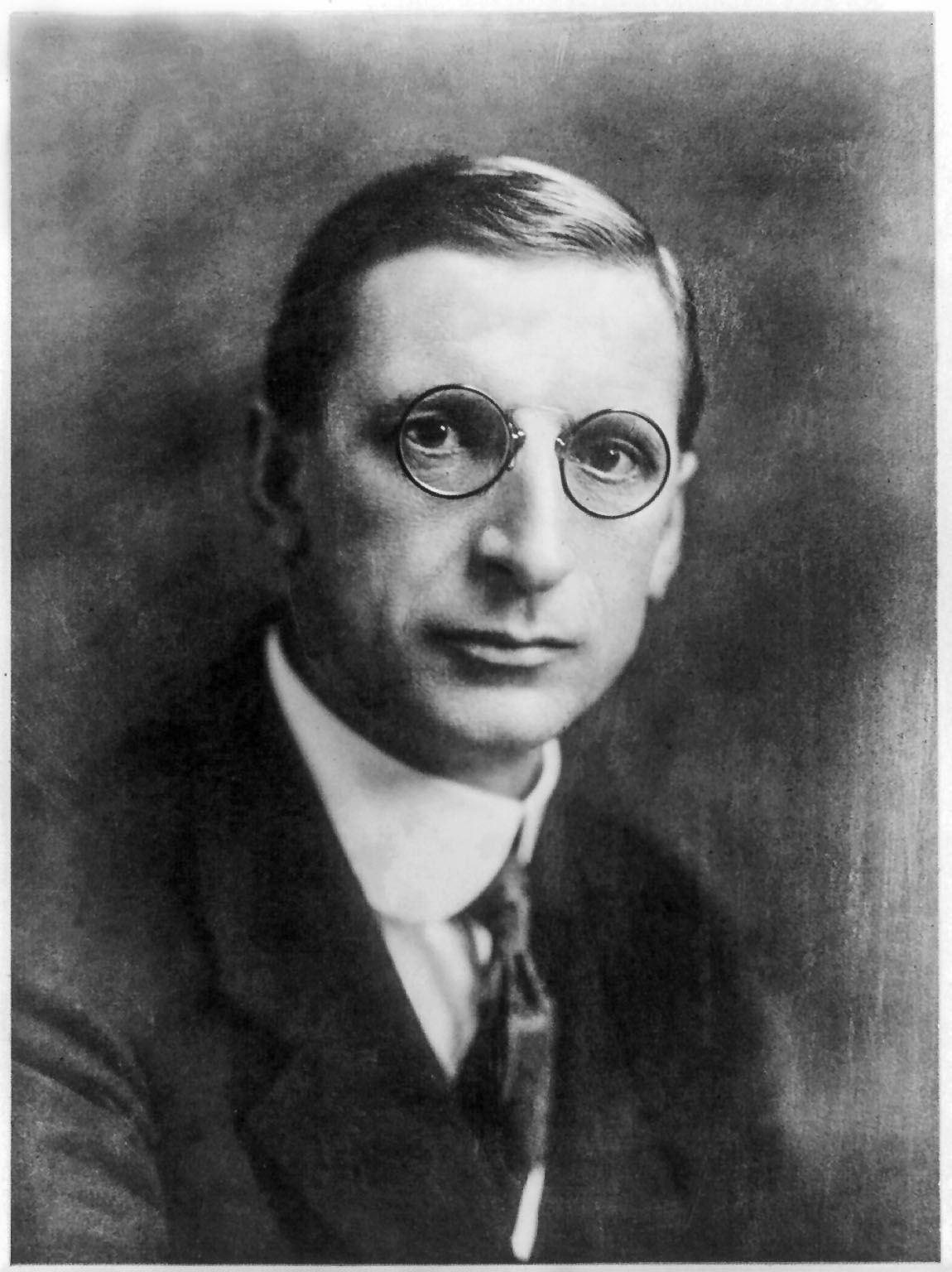
Éamon de Valera, lider Sinn Féin

- Robert Barton, deputowany z okręgu West Wiclow
- Piaras Béaslaí, deputowany z okręgu East Kerry
- Ernest Blythe, deputowany z okręgu North Monaghan
- Harry Boland, deputowany z okręgu South Roscommon
- Cathal Brugha, deputowany z okręgu Waterford
- Séamus Burke, deputowany z okręgu Mid Tipperary
- John Joseph Clancy, deputowany z okręgu North Sligo
- Con Collins, deputowany z okręgu Limerick West
- Michael Collins, deputowany z okręgu South Cork
- Michael Collivet, deputowany z okręgu Limerick City
- William Thomas Cosgrave, deputowany z okręgu North Kilkenny
- James Crowley, deputowany z okręgu North Kerry
- John Crowley, deputowany z okręgu North Mayo
- Bryan Cusack, deputowany z okręgu North Galway
- James Dolan, deputowany z okręgu Leitrim
- George Gavan Duffy, deputowany z okręgu South Dublin
- Eamonn Duggan, deputowany z okręgu South Meath
- Seán Etchingham, deputowany z okręgu East Wicklow
- Frank Fahy, deputowany z okręgu South Galway
- Desmond FitzGerald, deputowany z okręgu Dublin Pembroke
- Peter Galligan, deputowany z okręgu Cavan West
- Laurence Ginnell, deputowany z okręgu Westmeath
- Arthur Griffith, deputowany z okręgu Cavan East
- Richard Hayes, deputowany z okręgu Limerick East
- Seán Hayes, deputowany z okręgu West Cork
- Thomas Hunter, deputowany z okręgu North-East Cork
- Thomas Kelly, deputowany z okręgu Dublin St Stephen’s Green
- David Kent, deputowany z okręgu East Cork
- Frank Lawless, deputowany z okręgu Dublin County North
- James Lennon, deputowany z okręgu Carlow County
- Dermot Lynch, deputowany z okręgu South-East Cork
- Finian Lynch, deputowany z okręgu South Kerry
- Joseph MacBride, deputowany z okręgu West Mayo
- Joseph MacDonagh, deputowany z okręgu North Tipperary
- Seán MacEntee, deputowany z okręgu South Monaghan
- Eoin MacNeill, deputowany z okręgu Lononderry City
- Terence MacSwiney, deputowany z okręgu Mid Cork
- hrabina Constance Markievicz, deputowana z okręgu Dublin St Patrick’s
- Alexander McCabe, deputowany z okręgu South Sligo
- Pierce McCann, deputowany z okręgu East Tipperary
- Patrick McCartan, deputowany z okręgu King’s County
- Joseph McGrath, deputowany z okręgu Dublin St James’s
- Joseph McGuinness, deputowany z okręgu Longford
- Liam Mellows, deputowany z okręgu East Galway
- P.J. Moloney, deputowany z okręgu South Tipperary
- Richard Mulcahy, deputowany z okręgu Dublin Clontarf
- Pádraic Ó Máille, deputowany z okręgu Galway Connemara
- Art O’Connor, deputowany z okręgu South Kildare
- Joseph O’Doherty, deputowany z okręgu North Donegal
- Brian O’Higgins, deputowany z okręgu Clare West
- Kevin O’Higgins, deputowany z okręgu Queen’s County
- Patrick O’Keeffe, deputowany z okręgu North Cork
- John J. O’Kelly, deputowany z okręgu County Louth
- Seán T. O’Kelly, deputowany z okręgu Dublin College Green
- John O’Mahony, deputowany z okręgu South Fermanagh
- James O’Mara, deputowany z okręgu South Kilkenny
- George Noble Plunkett, deputowany z okręgu North Roscommon
- Liam de Róiste, deputowany z okręgu Cork City
- James Ryan, deputowany z okręgu South Wexford
- William Sears, deputowany z okręgu South Mayo
- Philip Shanahan, deputowany z okręgu Dublin Harbour
- Austin Stack, deputowany z okręgu West Kerry
- Michael Staines, deputowany z okręgu Dublin St Michan’s
- Joseph Sweeney, deputowany z okręgu West Donegal
- Roger Sweetman, deputowany z okręgu North Wexford
- Domhnall Ua Buachalla, deputowany z okręgu North Kildare
- Éamon de Valera, deputowany z okręgu East Clare
- James Joseph Walsh, deputowany z okręgu Cork City
- Peter J. Ward, deputowany z okręgu South Donegal

### Partia Pracy, 57 mandatów
- William Abraham, deputowany z okręgu Rhondda West
- William Adamson, deputowany z okręgu West Fife
- James Bell, deputowany z okręgu Ormskirk
- Charles William Bowerman, deputowany z okręgu Deptford
- William Brace, deputowany z okręgu Abertillery
- William Bromfield, deputowany z okręgu Leek
- James Brown, deputowany z okręgu South Ayrshire
- John Cairns, deputowany z okręgu Morpeth
- Thomas Cape, deputowany z okręgu Workington
- William Carter, deputowany z okręgu Mansfield
- John Robert Clynes, deputowany z okręgu Manchester Platting
- Will Crooks, deputowany z okręgu Woolwich East
- Alfred Davies, deputowany z okręgu Clitheroe
- John Emanuel Davison, deputowany z okręgu Smethwick
- Charles Edwards, deputowany z okręgu Bedwellty
- Samuel Finney, deputowany z okręgu Burslem
- Duncan Macgregor Graham, deputowany z okręgu Hamilton
- William Graham, deputowany z okręgu Edinburgh Central
- Thomas Griffiths, deputowany z okręgu Pontypool
- Thomas Walter Grundy, deputowany z okręgu Rother Valley
- John Guest, deputowany z okręgu Hemsworth
- Frederick Hall, deputowany z okręgu Normanton
- Vernon Hartshorn, deputowany z okręgu Ogmore
- Arthur Hayday, deputowany z okręgu Nottingham West
- George Henry Hirst, deputowany z okręgu Wentworth
- John Hodge, deputowany z okręgu Manchester Gorton
- Dan Irving, deputowany z okręgu Burnley
- William Lunn, deputowany z okręgu Rothwell
- Neil Maclean, deputowany z okręgu Glasgow Govan
- David Watts Morgan, deputowany z okręgu Rhondda East
- James O’Grady, deputowany z okręgu Leeds South East
- Alfred Onions, deputowany z okręgu Caerphily
- John Allen Parkinson, deputowany z okręgu Wigan
- Thomas Richards, deputowany z okręgu Ebbw Vale
- Robert Richardson, deputowany z okręgu Houghton-le-Spring
- Frederick Owen Roberts, deputowany z okręgu West Bromwich
- William Stapleton Royce, deputowany z okręgu Holland with Boston
- James Sexton, deputowany z okręgu St Helens
- Thomas Shaw, deputowany z okręgu Preston
- Alfred Short, deputowany z okręgu Wednesbury
- Charles Sitch, deputowany z okręgu Kingswinford
- Albert Smith, deputowany z okręgu Nelson and Colne
- Walter Robert Smith, deputowany z okręgu Wellingborough
- George Alfred Spencer, deputowany z okręgu Brixtowe
- Ben Spoor, deputowany z okręgu Bishop Auckland
- John Edmund Swan, deputowany z okręgu Barnard Castle
- John Wilkinson Taylor, deputowany z okręgu Chester-le-Street
- James Henry Thomas, deputowany z okręgu Derby
- Will Thorne, deputowany z okręgu Plaistow
- Ben Tillett, deputowany z okręgu Salford North
- Robert Toothill, deputowany z okręgu Bolton
- Stephen Walsh, deputowany z okręgu Ince
- James Wignall, deputowany z okręgu Forest of Dean
- Alexander Wilkie, deputowany z okręgu Dundee
- John Williams, deputowany z okręgu Gower
- William Tyson Wilson, deputowany z okręgu Westhoughton
- Robert Young, deputowany z okręgu Newton

### Partia Liberalna, 36 mandatów

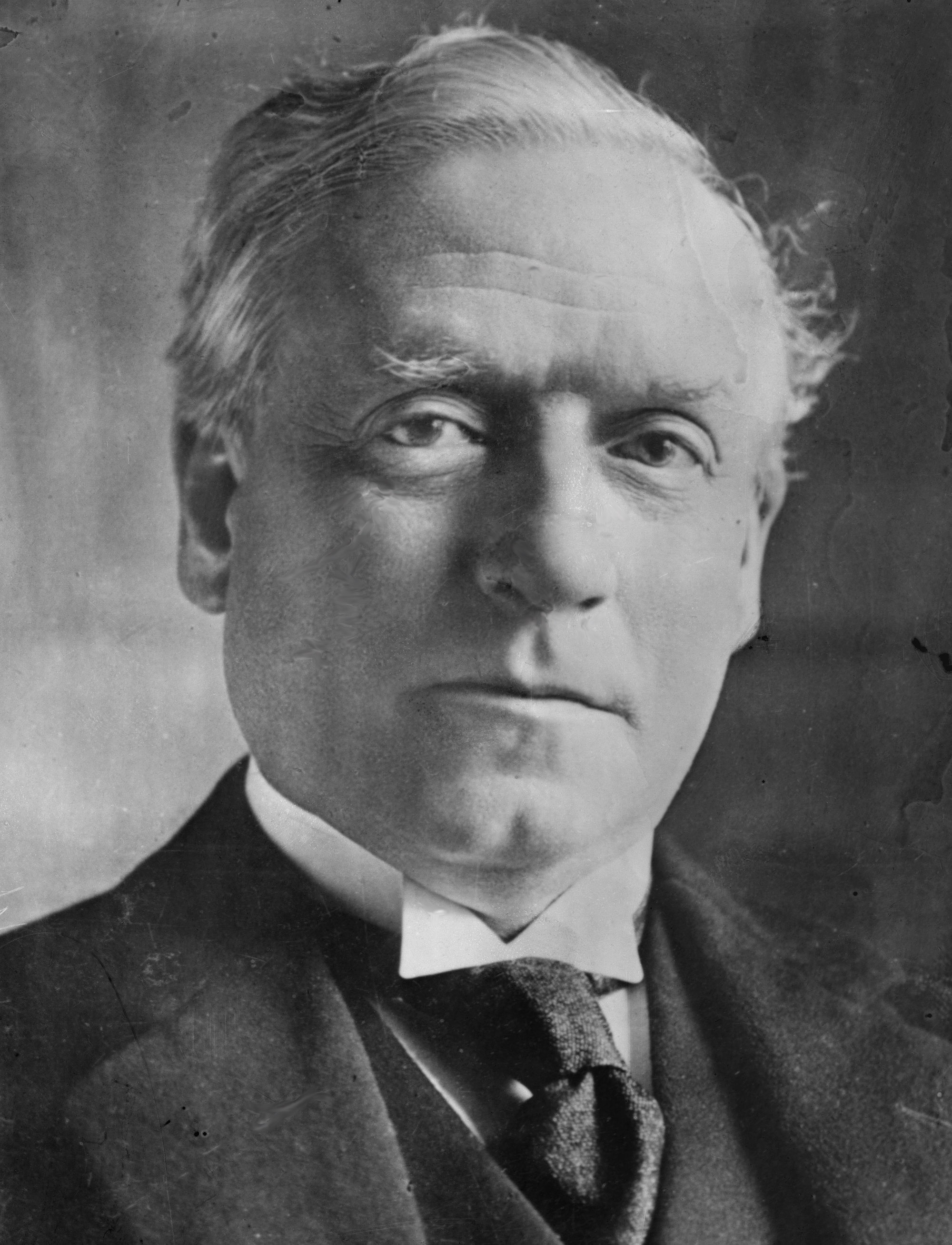
Herbert Henry Asquith, lider Partii Liberalnej

- Francis Dyke Acland, deputowany z okręgu Camborne
- Sydney Arnold, deputowany z okręgu Penistone
- William Benn, deputowany z okręgu Leith
- sir Francis Blake, deputowany z okręgu Berwick-upon-Tweed
- sir Thomas Arthur Bramsdon, deputowany z okręgu Portsmouth Central
- Frank Briant, deputowany z okręgu Lambeth North
- William Cozens-Hardy, deputowany z okręgu South Norfolk
- David Davies, deputowany z okręgu Montgomeryshire
- John Edwards, deputowany z okręgu Aberavon
- Cyril Entwistle, deputowany z okręgu Hull South West
- Samuel Galbraith, deputowany z okręgu Spennymoor
- James Gardiner, deputowany z okręgu Kinross and Western Perthshire
- Harold Glanville, deputowany z okręgu Bermondsey West
- John Hancock, deputowany z okręgu Belper
- Evan Hayward, deputowany z okręgu Seaham
- James Myles Hogge, deputowany z okręgu Edinburgh East
- Stephen Goodwin Howard, deputowany z okręgu Sadbury
- sir Henry Haydn Jones, deputowany z okręgu Merionethshire
- Barnet Kenyon, deputowany z okręgu Chesterfield
- James Daniel Kiley, deputowany z okręgu Whitechapel
- George Lambert, deputowany z okręgu South Molton
- John Archibald Macdonald, deputowany z okręgu Stirling and Falkirk
- sir Donald Maclean, deputowany z okręgu Peebles and Southern Midlothian
- sir George Croydon Marks, deputowany z okręgu North Cornwall
- sir John Mills McCallum, deputowany z okręgu Paisley
- Donald Murray, deputowany z okręgu Western Isles
- Peter Raffan, deputowany z okręgu Leigh
- John Thomas Tudor Rees, deputowany z okręgu Barnstaple
- sir William Henry Seager, deputowany z okręgu Cardiff East
- Walter Trevelyan Thomson, deputowany z okręgu Middlesbrough West
- George Rennie Thorne, deputowany z okręgu Wolverhampton East
- Charles Frederick White, deputowany z okręgu West Derbyshire
- Aneurin Williams, deputowany z okręgu Consett
- Penry Williams, deputowany z okręgu Middlesbrough East
- John Williams Wilson, deputowany z okręgu Stourbridge
- Hilton Young, deputowany z okręgu Norwich

### Partia Konserwatywna, 23 mandaty
- Charles Ainsworth, deputowany z okręgu Bury
- Frederick Astbury, deputowany z okręgu Salford West
- Edward Bagley, deputowany z okręgu Farnworth
- Harold Briggs, deputowany z okręgu Manchester Blackley
- Rei Carter, deputowany z okręgu Manchester Withington
- Jack Benn Brunel Cohen, deputowany z okręgu Liverpool Fairfield
- James Cory, deputowany z okręgu Cardiff South
- Leolin Forestier, deputowany z okręgu Monmouth
- James Gould, deputowany z okręgu Cardiff Central
- Albert Green, deputowany z okręgu Derby
- William Gritten, deputowany z okręgu Hartlepool
- Robert Hadwick, deputowany z okręgu Barrow and Furness
- John Wells Hopkins, deputowany z okręgu St Pancras South East
- Edward Hopkinson, deputowany z okręgu Manchester Clayton
- Ralph Milbanke Hudson, deputowany z okręgu Sunderland
- Gerald Hurst, deputowany z okręgu Manchester Moss Side
- Frederic Arthur Kelly, deputowany z okręgu Rotherham
- John Moore-Brabazon, deputowany z okręgu Chatham
- Joseph Nall, deputowany z okręgu Manchester Hulme
- sir John Norton-Griffiths, deputowany z okręgu Wandsworth Central
- William Thomas Shaw, deputowany z okręgu Forfar
- sir Alexander Sprot, deputowany z okręgu East Fife
- sir John Wood, deputowany z okręgu Stalybridge and Hyde

### Irlandzcy unioniści (od 1921 ulsterscy unioniści), 22 mandaty
- William Allen, deputowany z okręgu North Armagh
- Hugh Alfred Anderson, deputowany z okręgu North Londonderry
- Edward Archdale, deputowany z okręgu North Fermanagh
- Thomas Watters Brown, deputowany z okręgu North Down
- sir Edward Carson, deputowany z okręgu Belfast Duncairn
- William Coote, deputowany z okręgu South Tyrone
- Charles Craig, deputowany z okręgu Antrim South
- sir James Craig, deputowany z okręgu Mid Down
- Herbert Dixon, deputowany z okręgu Belfast Pottinger
- sir Maurice Dockrell, deputowany z okręgu Dublin Rathmines
- Denis Henry, deputowany z okręgu South Londonderry
- Peter Kerr-Smiley, deputowany z okręgu Antrim North
- William Arthur Lindsay, deputowany z okręgu Belfast Cromac
- James Lonsdale, deputowany z okręgu Mid Armagh
- Robert John Lynn, deputowany z okręgu Belfast Woodvale
- Robert McCalmont, deputowany z okręgu Antrim East
- Thomas Moles, deputowany z okręgu Belfast Ormeau
- Hugh O’Neill, deputowany z okręgu Antrim Mid
- David Douglas Reid, deputowany z okręgu East Down
- Arthur Warren Samuels, deputowany z okręgu Dublin University
- William Whitla, deputowany z okręgu Queen’s University of Belfast
- Daniel Martin Wilson, deputowany z okręgu West Down

### Koalicja NDP, 9 mandatów
- Allen Clement Edwards, deputowany z okręgu East Ham South
- Joseph Frederick Green, deputowany z okręgu Leicester West
- Eldred Hallas, deputowany z okręgu Birmingham Duddeston
- Charles Jesson, deputowany z okręgu Walthamstow West
- Charles Edgar Loseby, deputowany z okręgu Bradford East
- James Andrew Seddon, deputowany z okręgu Hanley
- Matthew Simm, deputowany z okręgu Wallsend
- Charles Butt Stanton, deputowany z okręgu Aberdare
- James Walton, deputowany z okręgu Don Valley

### Irlandzcy nacjonaliści, 7 mandatów
- Joseph Devlin, deputowany z okręgu Belfast Falls
- Patrick Donnelly, deputowany z okręgu South Armagh
- Thomas Harbison, deputowany z okręgu North East Tyrone
- Edward Kelly, deputowany z okręgu East Donegal
- Jeremiah MacVeigh, deputowany z okręgu South Down
- T.P. O’Connor, deputowany z okręgu Liverpool Scotland
- William Redmond, deputowany z okręgu Waterford City

### Koalicyjni laburzyści, 4 mandaty
- George Nicoll Barnes, deputowany z okręgu Glasgow Gorbals
- James Parker, deputowany z okręgu Cannock
- George Henry Roberts, deputowany z okręgu Norwich
- John James Wardle, deputowany z okręgu Stockport

### Laburzystowscy unioniści, 3 mandaty
- Thomas Henry Burn, deputowany z okręgu Belfast St Anne’s
- Thompson Donald, deputowany z okręgu Belfast Victoria
- Samuel McGuffin, deputowany z okręgu Belfast Shankill

### Partia Narodowa, 2 mandaty
- sir Richard Cooper, deputowany z okręgu Walsall
- Henry Croft, deputowany z okręgu Bournemouth

### Niezależni laburzyści, 2 mandaty
- Frank Herbert Rose, deputowany z okręgu Aberdeen North
- Owen Thomas, deputowany z okręgu Anglesey

### Co-operative Party, 1 mandat
- Alfred Waterson, deputowany z okręgu Kettering

### Koalicyjni niezależni, 1 mandat
- Douglas King, deputowany z okręgu North Norfolk

### Niezależni liberałowie, 1 mandat
- Josiah Wedgwood, deputowany z okręgu Newcastle-under-Lyme

### Niezależni unioniści, 1 mandat
- sir Robert Henry Woods, deputowany z okręgu Dublin University

### Narodowi socjaliści, 1 mandat
- John Joseph Jones, deputowany z okręgu Silvertown

### Silver Badge Party, 1 mandat
- Noel Pemberton Billing, deputowany z okręgu Hertford

### Niezależni, 2 mandaty
- Robert Hewitt Baker, deputowany z okręgu Sowerby
- Horatio Bottomley, deputowany z okręgu Hackney South

## Deputowani wybrani w wyborach uzupełniających

### Koalicyjni konserwatyści
- William Reginald Hall, deputowany z okręgu Liverpool West Derby, wybrany 26 lutego 1919 r., zastąpił Fredericka Smitha, kreowanego baronem Birkenhead
- Charles Oman, deputowany z okręgu Oxford University, wybrany 19 marca 1919 r., zastąpił Rowlanda Prothero, kreowanego baronem Ernle
- John Henry Thorpe, deputowany z okręgu Manchester Rusholne, wybrany 7 października 1919 r., zastąpił Roberta Burdona Stokera, który zmarł
- Allan Smith, deputowany z okręgu Croydon South, wybrany 14 listopada 1919 r., zastąpił Iana Malcolma, który zrezygnował
- Nancy Astor, deputowana z okręgu Plymouth Sutton, wybrana 15 listopada 1919 r., zastąpiła Waldorfa Astora, który odziedziczył tytuł 2. wicehrabiego Astor
- Francis Edward Fremantle, deputowany z okręgu St Albans, wybrany 10 grudnia 1919 r., zastąpił sir Hildreda Carlile’a, który zrezygnował
- Cuthbert James, deputowany z okręgu Bromley, wybrany 17 grudnia 1919 r., zastąpił Henry’ego Forstera, kreowanego baronem Forster
- Walter de Frece, deputowany z okręgu Ashton-under-Lyne, wybrany 31 stycznia 1920 r., zastąpił sir Alberta Stanleya, kreowanego baronem Ashfield
- Stafford Hotchkin, deputowany z okręgu Horncastle, wybrany 25 lutego 1920 r., zastąpił Williama Weigalla, mianowanego gubernatorem Australii Południowej
- William Greenwood, deputowany z okręgu Stockport, wybrany 27 marca 1920 r., zastąpił Johna Jamesa Wardle’a, który zrezygnował
- Arthur Richard Holbrook, deputowany z okręgu Basingstoke, wybrany 31 marca 1920 r., zastąpił Aucklanda Geddesa, który zrezygnował
- Patrick Ford, deputowany z okręgu Edinburgh North, wybrany 9 kwietnia 1920 r., zastąpił Jamesa Avona Clyde’a, który zrezygnował
- Arthur Charles Churchman, deputowany z okręgu Woodbridge, wybrany 28 lipca 1920 r., zastąpił Roberta Francisa Peela, który zrezygnował
- Frederic Wise, deputowany z okręgu Ilford, wybrany 25 września 1920 r., zastąpił sir Williama Griggsa, który zmarł
- John Davidson, deputowany z okręgu Hemel Hempstead, wybrany 9 listopada 1920 r., zastąpił Gustavusa Talbota, który zmarł
- Samuel Roberts, deputowany z okręgu Hereford, wybrany 11 stycznia 1921 r., zastąpił Charlesa Pulleya, który zrezygnował
- Robert Gee, deputowany z okręgu Woolwich East, wybrany 2 marca 1921 r., zastąpił Willa Crooksa, który zmarł
- Patrick Hannon, deputowany z okręgu Birmingham Moseley, wybrany 4 marca 1921 r., zastąpił Hallewella Rogersa, który zrezygnował
- Arthur Griffith-Boscawen, deputowany z okręgu Taunton, wybrany 8 kwietnia 1921 r., zastąpił Dennisa Bolesa, który zrezygnował
- William Bird, deputowany z okręgu Chichester, wybrany 23 kwietnia 1921 r., zastąpił lorda Edmunda Talbota, kreowanego wicehrabią FitzAlan of Derwent
- Eustace Percy, deputowany z okręgu Hastings, wybrany 4 maja 1921 r., zastąpił Laurence’a Lyona, który zrezygnował
- Cecil Lowther, deputowany z okręgu Penrith and Cockermouth, wybrany 13 maja 1921 r., zastąpił Jamesa Lowthera, który zrezygnował
- Arthur Loyd, deputowany z okręgu Abingdon, wybrany 14 maja 1921 r., zastąpił Johna Tysona Wigana, który zrezygnował
- Ivor Windsor-Clive, deputowany z okręgu Ludlow, wybrany 4 stycznia 1922 r., zastąpił Beville’a Staniera, który zmarł
- sir Robert Bland Bird, deputowany z okręgu Wolverhampton West, wybrany 7 marca 1922 r., zastąpił Alfreda Birda, który zmarł
- George Newton, deputowany z okręgu Cambridge, wybrany 16 marca 1922 r., zastąpił Erica Campbella Geddesa, który zrezygnował
- Philip Richardson, deputowany z okręgu Chertsey, wybrany 24 marca 1922 r., zastąpił Donalda Macmastera, który zmarł
- Edward Grenfell, deputowany z okręgu City of London, wybrany 19 maja 1922 r., zastąpił Arthura Balfoura, kreowanego hrabią Balfour
- Howard Clifton Brown, deputowany z okręgu Newbury, wybrany 10 czerwca 1922 r., zastąpił sir Williama Mounta, który zrezygnował
- James Edmondson, deputowany z okręgu Banbury, wybrany 22 czerwca 1922 r., zastąpił Rhysa Rhysa-Williamsa, który zrezygnował
- John Plowright Houfton, deputowany z okręgu Nottingham East, wybrany 29 czerwca 1922 r., zastąpił Johna Davida Reesa, który zmarł
- Clifford Erskine-Bolst, deputowany z okręgu Hackney South, wybrany 18 sierpnia 1922 r., zastąpił Horatio Bottomleya, którego usunięto z Izby Gmin

### Koalicyjni liberałowie
- David Matthews, deputowany z okręgu Swansea East, wybrany 10 lipca 1919 r., zastąpił Thomasa Jeremiaha Williamsa, który zmarł
- Walter Forrest, deputowany z okręgu Pontefract, wybrany 6 września 1919 r., zastąpił Josepha Comptona-Ricketta, który zmarł
- Henry Fildes, deputowany z okręgu Stockport, wybrany 27 marca 1920 r., zastąpił Spencera Leigha Hughesa, który zmarł
- Ernest Evans, deputowany z okręgu Cardiganshire, wybrany 18 lutego 1921 r., zastąpił Nathana Vaughana-Daviesa, kreowanego 1. baronem Ystwyth
- Malcolm Smith, deputowany z okręgu Orkney and Shetland, wybrany 17 maja 1921 r., zastąpił Cathcarta Wilsona, który zmarł
- Murdoch Macdonald, deputowany z okręgu Inverness, wybrany 16 marca 1922 r., zastąpił Thomasa Brasha Morisona, który zrezygnował
- Thomas Maule Guthrie, deputowany z okręgu Moray and Nairn, wybrany 21 czerwca 1922 r., zastąpił Archibalda Willamsona, kreowanego baronem Forres

### Partia Pracy
- John Robertson, deputowany z okręgu Bothwell, wybrany 16 lipca 1919 r., zastąpił Davida Hendesona MacDonalda
- Arthur Henderson, deputowany z okręgu Wadnes, wybrany 30 sierpnia 1919 r., zastąpił Williama Walkera, kreowanego baronem Walvertree
- Jack Lawson, deputowany z okręgu Chester-le-Street, wybrany 13 listopada 1919 r., zastąpił Johna Wilkinsona Taylora, który zrezygnował
- Thomas Myers, deputowany z okręgu Spen Valley, wybrany 20 grudnia 1919 r., zastąpił sir Thomasa Palmera Whittakera, który zmarł
- John Edmund Mills, deputowany z okręgu Dartford, wybrany 27 marca 1920 r., zastąpił Jamesa Rowlandsa, który zmarł
- Robinson Graham, deputowany z okręgu Nelson and Colne, wybrany 17 czerwca 1920 r., zastąpił Alberta Smitha, który zrezygnował
- Evan Davies, deputowany z okręgu Ebbw Vale, wybrany 26 lipca 1920 r., zastąpił Thomasa Richardsa, który zrezygnował
- George Edwards, deputowany z okręgu South Norfolk, wybrany 27 lipca 1920 r., zastąpił Williama Cozensa-Hardyego, który odziedziczył tytuł 2. barona Cozens-Hardy
- William John, deputowany z okręgu Rhondda West, wybrany 21 grudnia 1920 r., zastąpił Williama Abrahama, który zrezygnował
- George Baker, deputowany z okręgu Abertillery, wybrany 21 grudnia 1920 r., zastąpił Williama Brace’a, który zrezygnował
- James Wilson, deputowany z okręgu Dudley, wybrany 3 marca 1921 r., zastąpił Arthura Griffitha-Boscawena, który przegrał wybory po swojej nominacji na ministra rolnictwa
- Thomas Kennedy, deputowany z okręgu Kirkcaldy Burghs, wybrany 4 marca 1921 r., zastąpił Jamesa Dalziela, który zrezygnował
- William Gillis, deputowany z okręgu Penistone, wybrany 5 marca 1921 r., zastąpił Sydneya Arnolda, który zrezygnował
- Walter Halls, deputowany z okręgu Heywood and Radcliffe, wybrany 8 lipca 1921 r., zastąpił Alberta Holdena Illingwortha, kreowanego baronem Illingworth
- Morgan Jones, deputowany z okręgu Caerphilly, wybrany 24 sierpnia 1921 r., zastąpił Alfreda Onionsa, który zmarł
- Rhys John Davies, deputowany z okręgu Westhoughton, wybrany 5 października 1921 r., zastąpił Williama Tysona Wilsona, który zmarł
- Thomas Nellis Nayor, deputowany z okręgu Southwark South East, wybrany 14 grudnia 1921 r., zastąpił Jamesa Arthura Dawesa, który zmarł
- John Edward Sutton, deputowany z okręgu Manchester Clayton, wybrany 18 lutego 1922 r., zastąpił Edwarda Hopkinsona, który zmarł
- Charles Ammon, deputowany z okręgu Camberwell North, wybrany 20 lutego 1922 r., zastąpił Henry’ego Newtona Kinghtsa, który zrezygnował
- George Banton, deputowany z okręgu Leicester East, wybrany 30 marca 1922 r., zastąpił Gordona Hewarta, mianowanego Lordem Chief Justice Anglii i Walii
- David Grenfell, deputowany z okręgu Gower, wybrany 20 lipca 1922 r., zastąpił Johna Williamsa, który zmarł
- Thomas Isaac Mardy Jones, deputowany z okręgu Pontypridd, wybrany 25 lipca 1922 r., zastąpił Thomasa Arthura Lewisa, mianowanego młodszym lordem skarbu

### Partia Liberalna
- Alfred Ernest Newbourd, deputowany z okręgu Leyton West, wybrany 1 marca 1919 r., zastąpił Harry’ego Wrightsona, który zmarł
- Joseph Kenworthy, deputowany z okręgu Hull Central, wybrany 29 marca 1919 r., zastąpił sir Marka Sykesa, który zmarł
- Murdoch McKenzie Wood, deputowany z okręgu Aberdeenshire and Kincardine Central, wybrany 16 kwietnia 1919 r., zastąpił sir Alexandera Theodore’a Gordona, który zmarł
- Herbert Henry Asquith, deputowany z okręgu Paisley, wybrany 12 lutego 1920 r., zastąpił sir Johna Millsa McCalluma, który zmarł
- Thomas Winringham, deputowany z okręgu Louth, Lincolnshire, wybrany 3 czerwca 1920 r., zastąpił Henry’ego Langtona Brackenburyego, który zmarł
- Margaret Wintringham, deputowana z okręgu Louth, Lincolnshire, wybrana 22 września 1921 r., zastąpiła Thomasa Winringhama, który zmarł
- Isaac Foot, deputowany z okręgu Bodmin, wybrany 24 lutego 1921 r., zastąpił Charlesa Augustina Hansona, który zmarł

### Partia Konserwatywna
- Esmond Harmsworth, deputowany z okręgu Isle of Thanet, wybrany 15 listopada 1919 r., zastąpił Normana Craiga, który zmarł
- John Sanctuary Nicholson, deputowany z okręgu Westminster Abbey, wybrany 25 sierpnia 1921 r., zastąpił Williama Burdetta-Couttsa, który zmarł
- Philip Dawson, deputowany z okręgu Lewisham West, wybrany 13 września 1921 r., zastąpił Edwarda Feethama Coatesa, który zmarł
- William Ward, deputowany z okręgu Hornsey, wybrany 10 listopada 1921 r., zastąpił Williama Kennedy’ego Jonesa, który zmarł
- Reginald Clarry, deputowany z okręgu Newport, wybrany 18 października 1922 r., zastąpił Lewisa Haslama, który zmarł

### Irlandzcy unioniści
- Hugh Thom Barrie, deputowany z okręgu North Londonderry, wybrany 4 marca 1919 r., zastąpił Hugh Henry’ego Andersona, który zrezygnował
- William Morgan Jellett, deputowany z okręgu Dublin University, wybrany 28 lipca 1919 r., zastąpił Arthura Warrena Samuela, który został sędzią Irlandzkiego Sądu Najwyższego
- Thomas Browne Wallace, deputowany z okręgu West Down, wybrany 23 czerwca 1921 r., zastąpił Daniela Martina Wilsona, mianowanego recorderem Belfastu
- Thomas Edward McConnell, deputowany z okręgu Belfast Duncairn, wybrany 23 czerwca 1921 r., zastąpił Edwarda Carsona, mianowanego Lordem of Appeal in Ordinary
- Henry Bruce Armstrong, deputowany z okręgu Mid Antrim, wybrany 23 czerwca 1921 r., zastąpił Jamesa Lonsadale’a, który zmarł
- Robert Sharman-Crawford, deputowany z okręgu Mid Down, wybrany 2 lipca 1921 r., zastąpił Jamesa Craiga, wybranego premierem Irlandii Północnej
- Robert Chichester, deputowany z okręgu South Londonderry, wybrany 29 sierpnia 1921 r., zastąpił Denisa Henry’ego, mianowanego Lordem Chief Justice Irlandii Północnej
- William Pain, deputowany z okręgu South Londonderry, wybrany 28 stycznia 1922 r., zastąpił Roberta Chichestera, który zmarł
- Hugh Hayes, deputowany z okręgu West Down, wybrany 17 lutego 1922 r., zastąpił Thomasa Browne’a Wallace’a, który został urzędnikiem w Najwyższym Sądzie Irlandii Północnej
- Hugh Hughes Wilson, deputowany z okręgu North Down, wybrany 21 lutego 1921 r., zastąpił Thomasa Wattersa Browna, przydzielonego do Najwyższego Sądu Irlandii Północnej
- Malcolm Macnaghten, deputowany z okręgu North Londonderry, wybrany 4 czerwca 1922 r., zastąpił Hugh Thomas Barriego, który zmarł
- John Morrow Simms, deputowany z okręgu North Down, wybrany 21 lipca 1921 r., zastąpił Henry’ego Hughesa Wilsona, który zmarł

### Niezależni unioniści
- George Boyle Hanna, deputowany z okręgu Antrim East, wybrany 27 maja 1919 r., zastąpił Roberta McCalmonta, mianowanego dowódcą Irish Guards

### Anti-Waste League
- J.M.M. Erskine, deputowany z okręgu Westminster St George’s, wybrany 7 lipca 1921 r., zastąpił Waltera Longa, kreowanego wicehrabią Long
- Murray Sueter, deputowany z okręgu Hertford, wybrany 16 lipca 1921 r., zastąpił Noela Pembertona Billinga, który zrezygnował

### Niezależni
- Charles Frederick Palmer, deputowany z okręgu The Wrekin, wybrany 7 lutego 1920 r., zastąpił Charlesa Solomona Henry’ego, który zmarł
- sir Charles Vere Ferres Townshend, deputowany z okręgu The Wrekin, wybrany 20 listopada 1920 r., zastąpił Charlesa Fredericka Palmera, który zmarł
- Thomas Andrew Polson, deputowany z okręgu Dover, wybrany 12 stycznia 1921 r., zastąpił lorda Duncannona, który odziedziczył tytuł 9. hrabiego Bessborough

### Deputowani, po których śmierci nie przeprowadzono wyborów uzupełniających w ich okręgach wyborczych
- Terence MacSwiney, zmarł w 1920 r.
- Arthur Griffith, zmarł w 1922 r.
- Michael Collins, zginął w 1922 r.